# Ekkeardo I
Ekkeardo I (Turgovia, 910 – San Gallo, 14 gennaio 973) fu un monaco svizzero dell'abbazia di San Gallo, autore di inni religiosi e sequenze ecclesiastiche. In latino Ekkehardus Maior o Senex (il Vecchio) e in tedesco Ekkehart I, detto comunemente il “Decano”, è noto in particolare per essere stato impropriamente considerato come l’autore del poema epico Waltharius.

## Biografia
Tutto ciò che sappiamo di Ekkeardo I si basa esclusivamente sulle informazioni che Ekkeardo IV ci ha trasmesso al capitolo 80 dei Casus sancti Galli.
Primo della stirpe di monaci famosi con questo nome, nacque a Turgovia, nell’attuale Svizzera orientale, nel 910 circa. Di nobile famiglia, fu educato nel monastero di San Gallo dove entrò a far parte dell'ordine benedettino, per poi diventare a sua volta insegnante nella scuola del chiostro.
Divenne presto uno dei monaci più rispettati, per questo, sotto l'abate Kralo, fu eletto decano - oggi si direbbe priore - e proposto per la carica abbaziale.
Subito dopo la morte di quest'ultimo nel 958, guidò il monastero, ma, ancor prima di ricevere la conferma reale, una caduta da cavallo gli provocò una frattura alla gamba, lasciandolo zoppo. Per questo, temendo di apparire troppo poco rappresentativo, rinunciò a diventare la massima autorità di San Gallo, ottenendo tuttavia che al suo posto fosse eletto abate Burcardo, figlio del conte Ulrico V, che governò con il suo consiglio e la sua collaborazione.
Durante un pellegrinaggio a Roma conobbe Papa Giovanni XII, il quale gli donò delle reliquie di San Giovanni Battista, santo particolarmente venerato da Ekkeardo e per il quale egli fece costruire una nuova chiesa.
Scrisse numerosi inni religiosi e sequenze ecclesiastiche nello stile di Notker.
Morì il 14 gennaio 973.
Da quanto riportano i Casus sancti Galli Ekkeardo era rispettato e amato dai fratelli; la tradizione del monastero ha particolarmente elogiato la sua natura mite e amabile.
Se nel corso del tempo, per mancanza di studi critici, la sua reputazione è rimasta invariata, l’immagine letteraria che si aveva del decano di San Gallo ha subito di recente notevoli stravolgimenti. Per lungo tempo la critica gli attribuì la stesura del poema epico Waltharius, che ha per protagonista Gualtiero di Aquitania, leggendario eroe della tradizione germanica, ma tale attribuzione è oggi abbandonata, in favore di una datazione del poema al IX secolo.
Egli è però stato riconosciuto come l'autore dell'epilogo alla Vita di santa Viborada, scritta da Erimanno di San Gallo.

## Opere
Nella cerchia dei suoi colleghi, Ekkeardo è stato particolarmente apprezzato come autore di poesie religiose; la precoce inclusione di queste poesie nella liturgia di San Gallo testimonia l'apprezzamento dei contemporanei. Tali scritti, grazie ai quali la sua fama è sopravvissuta nella memoria del monastero, sono conservati ancora oggi.
Ekkeardo IV sempre al cap. 80 dei Casus sancti Galli ci fornisce anche un elenco delle sue opere:
Scripsit enim doctus ille sequentias: «Prompta mente canamus», «Summum praeconem Christi», «Qui benedici cupitis», «A solis occasu». De sancta Afra antiphonas, ut reliquias eius mereretur, Liutoldo episcopo et sequentiam dictavit. Ymnum: «O martyr aeterni patris», «Ambulans Hiesus», «Adoremus gloriosissimum» scripsit.
Oltre a queste poesie attribuisce anche ad Ekkeardo la stesura di una Vita Waltharii manufortis.
Quello che ci dice l’autore dei Casus è supportato dal fatto che quelle fra le poesie elencate che sono sopravvissute fino a noi provengono principalmente dal monastero di San Gallo. Tuttavia l’elenco è incompleto e presenta opere che ad oggi non è sicuro si possano attribuire a Ekkeardo.

### Sequenze
Ekkeardo fu uno tra i primi e principali scrittori della cosiddetta “scuola di Notker“, espressione che designa tutti i monaci di San Gallo che, sulla scia di Notker il Balbuziente e da lui stimolati, composero sequenze prendendolo a modello, ma anche tutti coloro che, senza aver vissuto a San Gallo stesso, composero sequenze di vecchio stile, cioè “alla maniera di Notker”.
Ekkeardo non conobbe mai Notker poiché quando entrò in monastero egli era già morto, tuttavia apprese la tecnica di questo dal suo insegnante, Geraldo, che era stato discepolo e amico del poeta.
L'essenza della poesia spirituale di Ekkeardo è quindi costituita dalle sequenze, delle quali però il catalogo degli incipit riportato nei Casus sancti Galli non è completo; manca infatti quella dedicata a San Paolo.
La poesia delle sequenze di Ekkeardo mostra chiarezza di pensiero e padronanza della forma ma risulta maggiormente rigorosa rispetto a quella di Notker, manca di una certa libertà che il suo modello si era permesso.

#### Sequentia de Sanctissima Trinitate
La Sequentia de Sanctissima Trinitate, (incipit: «Prompta mente Trinitati canamus individuae») come dice il titolo, riguarda la dottrina della divina trinità. Le idee e le formule usate da Ekkeardo in questa composizione, che hanno per la maggior parte la loro fonte nella teologia tradizionale, invitano, in termini semplici, l'ascoltatore e il cantante a contemplare verità di fede assai note. Questo brano termina, come d’abitudine, con una dossologia.

#### Sequentia de Sancto Benedicto
La sequenza in onore di San Benedetto, Sequentia de Sancto Benedicto (incipit: «Qui benedici cupitis huc festini currite»), è collegata in diversi modi alla sequenza, che si vedrà in seguito, dedicata a Giovanni Battista.
Con un linguaggio semplice Ekkeardo, dopo un gioco di parole sul nome del santo, presenta il padre dei monaci d’Occidente, e in particolare dell’ordine al quale è consacrato, come modello per i suoi discepoli, ma anche per tutti coloro che sono pronti a venerarlo. Facendo questo egli conserva alcuni tratti della vita di Benedetto ma allo stesso tempo riporta una serie di vicende meravigliose, contenute nei Dialogi di Gregorio Magno, che erano assai note agli ascoltatori.
Paragona poi Benedetto a personaggi biblici come Mosè, Elia e l’apostolo Pietro; infine conclude la poesia, come la precedente, con una breve richiesta di aiuto al santo.

#### Sequentia de Sancto Columbano
Mentre la sequenza per Benedetto inizia con un gioco di parole sul nome del santo, la sequenza per la ricorrenza di San Colombano (incipit: «A solis occasu usque ad exortum»), inizia con una lode di Dio, che risuona nell'orecchio di ogni ascoltatore medievale come l’eco del famoso inno di Sedulio per la festa del Natale.
La poesia prosegue con la spiegazione etimologica, molto nota ai tempi di Ekkeardo, del nome del santo («Hic Columbanus nomine columbinae vitae fuit»), dunque ne vengono descritte vita e l’opera. Anche Colombano, come Benedetto, viene paragonato a figure bibliche quali Abramo, Giovanni Battista, Mosè, Giosuè, Elia, Daniele e gli apostoli. Troviamo in calce una breve preghiera.

#### Sequentia de Sancto Paulo
La più lunga di tutte le sequenze di Ekkeardo che conosciamo, anche se non è citata nei Casus sancti Galli, è consacrata all'apostolo Paolo in occasione della sua commemorazione il 30 giugno (incipit: «Concurrite huc populi et insulae»). Nella struttura l’autore sembra essersi ispirato a una forma già esistente.
Anche questa sequenza inizia con l’esortazione agli uditori di riunirsi per lodare il santo; continua con una sezione biografica, che dapprima sviluppa l'opposizione Saulo-Paolo, poi menziona gli eventi più importanti nella vita dell’apostolo. Come nelle poesie precedenti anche qui è presente una preghiera finale che questa volta però è sviluppata più estesamente.

#### Sequentia in decollatione Sancti Iohannis Baptistae
Al suo santo prediletto, Giovanni Battista, del quale, si ricorda, aveva ricevuto in dono da papa Giovanni XII le reliquie, e al quale aveva fatto costruire una chiesa, Ekkeardo dedica la grande sequenza Sequentia in decollatione Sancti Iohannis Baptistae (incipit: «Summum praeconem Christi collaudemus laeti»).
Facendo eco, in modo diretto, alla sequenza di Notker per l'Ascensione (incipit: «Summi triumphum regis prosequamur laude») e imitandola sin dall'inizio, descrive la vita del Battista e la sua missione nella storia della salvezza, e gli chiede di poterlo guidare sulla via della vita.
Nel testo si nota la presenza di parole greche: questa scelta può essere intesa come una conseguenza dell'idea specificamente medievale che termini di un'altra lingua “sacra” abbelliscano il discorso. Questa in ogni caso è una caratteristica propria della poesia di Ekkeardo.

### Antifone

#### Antiphonae de Sancta Afra (?)
Secondo i Casus sancti Galli Ekkeardo avrebbe anche scritto per il vescovo Luitpold di Augusta delle sequenze su Sant’Afra, ma è dubbio che siano sue, anche perché le opere sono andate perdute.
Alcuni studiosi ritengono siano state composte da Ekkeardo II, detto Palatino, nipote del nostro Ekkeardo.

#### Antiphonae de Sancto Andrea
Delle due antifone che Ekkeardo avrebbe composto in onore di Sant’Andrea non abbiamo particolari notizie, vengono spesso citate fra le opere del decano, come nei Casus, ma non sono mai descritte, né per quanto riguarda la forma, né per il contenuto. Conosciamo solamente i loro incipit: antifona 1: «Adoremus gloriosissimum (sive victoriosissimum) regem Christum»;  antifona 2: «Ambulans Iesus iuxta mare Galilaeae».

### Altre opere

#### Hymnus in natale unius martyris
Tra le poesie religiose conservate e ricordate nella tradizione letteraria del monastero di San Gallo, è presente un breve inno per la festa di un martire, scritto da Ekkeardo (incipit: «O martyr aeterni patris»), il quale unisce la preghiera di intercessione e l'invocazione del martire alla sua lode e a quella delle persone divine.
Questo testo si inserisce perfettamente nella tradizione della poesia degli inni.

#### Hexametri de Sancta Rachilda
Questa opera è menzionata in diverse fonti come composta da Ekkeardo, tuttavia non sappiamo nulla a riguardo.

#### Vita Waltharii manufortis
Abbiamo notizia dai Casus sancti Galli della stesura da parte di Ekkeardo di una Vita Waltharii manufortis in versi metrici, sicuramente esametri, per il suo maestro Geraldo. Ekkeardo IV, dopo averci fornito queste informazioni, precisa che questo testo fu poi da lui corretto, durante il soggiorno a Magonza, per ordine dell’arcivescovo Aribon, perché troppo “barbaro”, ossia linguisticamente molto più vicino al tedesco che non al latino.
Purtroppo però l’opera in questione è andata perduta nel corso del tempo. Non possedendo nessun testimone che riporti il testo di questa vita, gli studiosi negli anni hanno formulato diverse ipotesi, alcune delle quali hanno contribuito a creare una falsa immagine di Ekkeardo.
Si è creduto per molto tempo - e molti studiosi mantengono ancora oggi questo punto di vista - che questa vita non fosse altro che il Waltharius, ossia famoso poema epico narrante le vicende di Gualtiero di Aquitania. Di conseguenza il nostro Ekkeardo avrebbe dovuto essere l’autore della più importante opera letteraria del X secolo.
Oggi però tale attribuzione è stata abbandonata, in favore di una datazione del poema al IX secolo. Invece di identificare questo poema epico, il cui eroe non è mai chiamato “Waltharius manufortis” e la cui designazione come “vita” sarebbe per lo meno molto insolita, non appare infatti in nessun manoscritto, con il lavoro giovanile di Ekkeardo di cui ci parlano i Casus sancti Galli, sembra più probabile riconoscere che non siamo più in possesso di questa Vita e che il suo eroe si presentava in modo molto diverso da quello dell'epopea.
Si è giunti alla conclusione che la cosa migliore sarebbe quella di ammettere che si tratti della Vita del cavaliere cristiano Waltharius di cui ci raccontano il Chronicon Novaliciense (libro II) e Egberto di Liegi nella sua Fecunda ratis. Secondo queste fonti Walther, che in gioventù era stato cavaliere e spadaccino assai crudele, quando si sente invecchiare pensa di ritirarsi per fare penitenza in un monastero che sia conforme alla sua idea di espiazione. Trova il posto adatto a lui a Novalesa dove si stabilisce come ortolano.

#### Vita Wiboradae virginis et martyris (?)
Alcuni studi degli anni novanta attribuiscono ad Ekkeardo anche la Vita Wiboradae virginis et martyris (BHL 8866; incipit: «Beatissima igitur virgo Dei Wiborada ex Alamannorum, qui et Suevi, stirpe oriunda»; explicit: «beatae virginis medelam recuperationis experiuntur, praestante... Amen») fino ad allora considerata un'opera della fine del X secolo scritta da Erimanno, un altro monaco di San Gallo. Questo testo rappresenta la prima delle due biografie di santa Viborada che sono pervenute fino a noi.
Ad oggi né la paternità di Ekkeardo né quella di Erimanno è stata mai chiaramente dimostrata, per questo motivo, anche nelle banche dati medievali più aggiornate, si trova ancora una duplice attribuzione.
Alcuni studiosi ritengono che Ekkeardo abbia scritto solo l’attuale epilogo della Vita I, in quanto sarebbe morto prima di terminarla lasciando il compito a Erimanno di completarla. Altri, invece, sostengono che Ekkeardo avesse composto l’intera Vita di Viborada ma che questa sia andata perduta.
Nonostante queste divisioni tutti gli studi si trovano concordi nel ricondurre la volontà da parte di Ekkeardo di omaggiare con uno scritto, che sia l’intera Vita oppure solamente l’epilogo, Santa Viborada ad un miracolo avvenuto per sua intercessione. Il nostro decano, infatti, ammalatosi gravemente, avrebbe promesso di scrivere la storia della vita della santa qualora egli fosse guarito, e così fu. Ekkeardo però dopo la guarigione non si dedicò immediatamente a tale lavoro, per questo venne sollecitato ad adempiere la promessa fatta dal vescovo Ulrico di Augusta, che si trovava a San Gallo per una visita.
L’opera si rifà principalmente agli eventi reali che hanno segnato l’esistenza della santa, con particolare attenzione al momento della morte, al tempo della stesura ancora vivo nella memoria del monastero. Viborada fu monaca a San Gallo, visse qui per dieci anni come reclusa e morì martire durante un’incursione dei magiari nel 926.
Sia nella sua interezza sia nei dettagli, la Vita presenta dunque un racconto veritiero, anche se sin dall'inizio la sua concezione è del tutto agiografica. Rispondendo al gusto del suo tempo, l'autore impiega un linguaggio chiaro e semplice, attraverso il quale, però, non riferisce solamente un resoconto, bensì sottrae gli eventi quotidiani dalla sottomissione temporale presentandoli al lettore come dipinti in un quadro senza tempo.

### Edizioni

#### Sequenze
- Sequentia de Sanctissima Trinitate: Analecta Hymnica Medii Aevi, ed. Guido Maria Dreves - Clemens Blume, 55 voll., Leipzig 1886-1922. L.272 [no. 206].
- Sequentia de Sancto Benedicto: Analecta Hymnica Medii Aevi, ed. Guido Maria Dreves - Clemens Blume, 55 voll., Leipzig 1886-1922. L.272-3 [no. 205].
- Sequentia de Sancto Columbano: Analecta Hymnica Medii Aevi, ed. Guido Maria Dreves - Clemens Blume, 55 voll., Leipzig 1886-1922. L.274 [no. 206].
- Sequentia de Sancto Paulo: Analecta Hymnica Medii Aevi, ed. Guido Maria Dreves - Clemens Blume, 55 voll., Leipzig 1886-1922. L.276-7 [no. 208].
- Sequentia in decollatione Sancti Iohannis Baptistae: Analecta Hymnica Medii Aevi, ed. Guido Maria Dreves - Clemens Blume, 55 voll., Leipzig 1886-1922. L.275 [no. 207].

#### Antifone
- Antiphonae de Sancta Afra (?): Walter Berschin (ed.) Sanktgallische Offiziendichtung aus ottonischer Zeit in Lateinische Dichtungen des X. und XI. Jahrhunderts. Festgabe für Walter Bulst zum 80. Geburtstag cur. Walter Berschin- Reinhard Düchting, Heidelberg 1981, pp. 13–48 [24-6].
- Antiphonae de Sancto Andrea: Corpus Antiphonalium Officii ed. René-Jean Hesbert adiuv. René Prévost, Roma, 6 voll., 1963-1979 (Rerum ecclesiasticarum documenta. Series maior. Fontes 7-12). III.3. [no. 1019, cf. I.340 no. 120a, II.632 no. 120a], 44 [no. 1366, cf. I.342 no. 120b, II.623 no. 1176c, II.632-3 no. 120a] [no. 1366, cf. I.342 no. 120b, II.623 no. 1176c, II.632-3 no. 120a]; in: Jacques Froger Paléographie musicale. Les principaux manuscrits de chant grégorien, ambrosien, mozarabe, gallican Bern, 1968-1970, I.355; in: Hans Friedrich Haefele Vita Waltharii manufortis in Festschrift Bernhard Bischoff zu seinem 65. Geburtstag dargebracht von Freunden, Kollegen und Schülern cur. Johanne Autenrieth- Franz Brunhölzl, Stuttgart 1971, pp. 261–76 [263-4].

#### Altre opere
- Hymnus in natale unius martyris: Analecta Hymnica Medii Aevi, ed. Guido Maria Dreves - Clemens Blume, 55 voll., Leipzig 1886-1922. XIV.137-8 [no. 138], L.278 [no. 209].
- Vita Wiboradae virginis et martyris: Walter Berschin (ed. trad. comm.) Vitae Sanctae Wiboradae. Die ältesten Lebensbeschreibungen der Heiligen Wiborada voll. 2, Sankt Gallen 1983 [editio critica; cf. Gerard J. Bartelink, in «Vivarium» 23 (1985) 79-80].

### Manoscritti
Un elenco delle opere sono disponibili su Mirabile:
- Sequentia de Sancto Benedicto: Schaffhausen, Stadtbibliothek, Min. 93
- Sequentia de Sancto Columbano: Sankt Gallen, Stiftsbibliothek 381 (versione digitale); Sankt Gallen, Stiftsbibliothek 546 (versione digitale).
- Sequentia de Sancto Paulo: Napoli, Biblioteca Nazionale «Vittorio Emanuele III» IV.G.68
- Vita Wiboradae virginis et martyris: Augsburg, Staats- und Stadtbibliothek, 2° 203; London, British Library, Add. 10933; Stuttgart, Württembergische Landesbibliothek, Bibl. 2° 58 (versione digitale).

### Studi
- Brunhölzl F., Ekkehart I, in Neue Deutsche Biographie (NDB), Band 4, Duncker & Humblot, Berlin 1959, S. 432 f. (Digitalisat).
- Brunhölzl F., Histoire de la littérature latine du Moyen Âge, trad. Henri Rochais, adiuv. Jean-Paul Bouhot, 2 voll., Turnhout 1990-1996, vol. II, pp. 543–57, pp. 498–9.
- Cronache di San Gallo, traduzione di Gian Carlo Alessio, Torino, Giulio Einaudi Editore, 2004.
- Dictionnaire d'histoire et de géographie ecclésiastiques, XIV da-eg, cur. A. Baudrillart, A. Vogt, U. Rouziès et al., Parigi 1912 - , p. 1382.
- Dictionnaire des auteurs grecs et latins de l'Antiquité et du Moyen Age cur. W. Buchwald, A. Hohlweg, O. Prinz, trad. J. D. Berger, J. Billen, praef. J. Fontaine, Turnhout 1991, p. 263.
- Die deutsche Literatur des Mittelalters. Verfasserlexikon, herausgegeben von Wolfgang Stammler, Leipzig, Berlin, 1936, vol. II, p. 527-532.
- Enciclopedia italiana, voce Eccheardo di San Gallo, Bruno Vignola, Istituto dell’Enciclopedia Italiana Treccani, 1932.
- Herbermann C., https://www.newadvent.org/cathen/05370a.htm.[collegamento interrotto], Catholic Encyclopedia, New York, Robert Appleton Company, 1913.
- Irblich E., Die “Vitae sanctae Wiboradae”. Ein Heiligenleben des 10. Iahrhunderts als Zeitbild, St. Gallen, 1970, pp. 33–122.
- Lexikon des Mittelalters 9. voll., München - Zürich 1980-1998. III.1766 [P. Stotz].
- Mirabile, voce Ekkehardus I Sangallensis.
- Turcan-Verkerk A. M., La diffusion du Waltharius et son anonymat: essai d'interprétation, in «Filologia mediolatina», 23 (2016), pp. 59–122.